# مسرحية أبو الحسن المغفل وهارون الرشيد
مسرحية أبو الحسن المغفل وهارون الرشيد هي المسرحية الثانية لمارون النقاش  قام بعرضها عام 1850 في بيروت لبنان. وهي مستوحاة من ألف ليلة وليلة.